# Which Bitch?
Albums de The View
Hats Off to the Buskers
(2007) Bread and Circuses
(2011)
Singles
1. 5Rebbeccas
Sortie : 27 octobre 2008
2. Shock Horror
Sortie : 2 février 2009
3. Temptation Dice
Sortie : 13 avril 2009

Which Bitch? est le second album studio réalisé par le groupe écossais The View. Kyle Falconer chante en duo avec Paolo Nutini sur la chanson Covers et avec sa petite-amie de l'époque, Katie Gwyther, sur Gem of a bird. L'album est sorti en 2009.

## Liste des musiques
1. "Typical Time 2" - 1:36
2. "5Rebbeccas" - 3:50
3. "One Off Pretender" - 3:29
4. "Unexpected" - 3:39
5. "Temptation Dice" - 3:47
6. "Glass Smash" - 4:20
7. "Distant Doubloon" - 4:36
8. "Jimmy's Crazy Conspiracy" - 3:47
9. "Covers" - 3:23
10. "Double Yellow Lines" - 4:09
11. "Shock Horror" - 4:07
12. "Realisation" - 3:41
13. "Give Back the Sun" - 5:54
14. "Gem of a Bird" - 3:32.